# Tazgait
Tazgait (în arabă تزقايت) este o comună din provincia Mostaganem, Algeria.
Populația comunei este de 9.410 locuitori (2008).